# Ferdinand Wedel-Jarlsberg

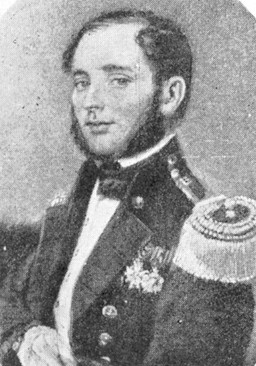
Ferdinand Graf Wedel-Jarlsberg (1781–1857)

Ferdinand Wedel-Jarlsberg, Ferdinand Carl Maria Wedel-Jarlsberg, Ferdinand Carl Maria Graf (von) Wedel-Jarlsberg, (* 1. Dezember 1781 in Neapel; † 16. April 1857 in Christiania) war ein norwegischer Generalleutnant und Oberkommandierender der Armee.

## Leben

### Familie
Seine Eltern waren der Gesandte Frederik Anton Graf Wedel-Jarlsberg (1748–1811) und dessen erste Frau Catharina, geborene Storm (1756–1802). Der norwegische Politiker und Staatsmann Hermann Graf von Wedel-Jarlsberg (1779–1840) war sein Bruder. Er entstammte damit dem deutschen, ursprünglich in Stormarn ansässigen Uradelsgeschlecht Wedel, das dort seit 1212 nachgewiesen werden konnte.
Am 16. November 1805 heiratete er Juliane Wilhelmine von Benzon (* 15. November 1783; † 24. Oktober 1853), Tochter des Amtmanns Peter Ulrich Friedrich von Benzon (1760–1840) und dessen Frau Juliane Wilhelmine Wedel-Jarlsberg (1753–1802).

### Karriere
Er wurde in Neapel geboren, wo sein Vater gerade dänischer Gesandter war. 1799 flüchtete er zusammen mit seinem Bruder Hermann vor seinem gewalttätigen Vater zunächst nach Kopenhagen und von dort auf das Stammgut der Familie Jarlsberg in Norwegen.
1790 war er Kornett der dänischen Armee geworden. 1801 wurde er Unterleutnant und 1804 Rittmeister. 1807 kämpfte er gegen die Briten, als diese Kopenhagen bombardierten. Nachdem er seinen Abschied von der dänischen Armee genommen hatte, wurde er im November 1814 in der norwegischen Kavallerie zum Major ernannt und 1817 zum Oberstleutnant befördert und befehligte das Reitende Jägerkorps von Akershus. 1819 übernahm er das Kommando über die Festung Akershus. 1823 wurde er Generalmajor und bekam das Kommando über die gesamte Kavallerie. 1833 wurde er Generalleutnant und 1836 der Oberkommandierende der norwegischen Armee, während sein Bruder Statthalter wurde.
Bekannt wurde Wedel-Jarlsberg dadurch, dass er am 17. Juni 1829, dem Verfassungstag, berittenes Militär gegen die feiernden Bürger auf dem Marktplatz in Christiania einsetzte, da der König jegliche Feiern dieses Tages als separatistisch verboten hatte. Dieses Ereignis wurde als „Torvslaget“ (Marktschlacht) berühmt.
Wedel-Jarlsberg hatte wesentlichen Anteil an der nationalen Ausrichtung der norwegischen Verteidigung in der Unionszeit. Er ließ die Festung Oscarsborg am Eingang zum Christianiafjord bauen. 1850 trug er zu einer entscheidenden Modernisierung der Verteidigung bei, indem er den Generalstab nach preußischem Muster umorganisierte, der aber keine festen Posten haben sollte. Vielmehr wurde er durch abkommandierte Offiziere besetzt, die nach Beendigung ihrer Dienstzeit im Generalstab zu ihrer Einheit zurückkehrten. So sollte das Entstehen einer isolierten Offizierselite verhindert werden. Die Politik behielt die Kontrolle über das Offizierskorps. Die Ausbildung wurde allmählich wissenschaftlich ausgerichtet und standardisiert. Manöver wurden organisiert, wobei verschiedene Angreifer (sogar Schweden) angenommen wurden, deren Rolle dazu bestimmte Einheiten zu übernehmen hatten. Außerdem wurde ein militärischer Lobbyismus mit einer Propagandazentrale eingerichtet, um der Budget-Verweigerung des Stortings entgegenzuarbeiten. In den 1890er Jahren kam so eine kräftige Aufrüstung zu Stande.
Sein militärischer Beruf hinderte ihn nicht, am gesellschaftlichen Leben Christianias teilzunehmen. Er war 1840 bis 1851 Direktor des Christiania-Theaters und wirkte 1826 bei der Gründung der Christiania-Sparebank mit. Als Kommandeur der Festung Akershus, die die größte Strafanstalt des Landes war, saß er in vielen Kommissionen zur Reform der Strafanstalten.
Neben seiner militärischen Laufbahn machte er auch als Hofbeamter Karriere. 1814 wurde er Leiter der neuen norwegischen Hofverwaltung König Karls II. und Adjutant des Kronprinzen Karl Johann. 1828 wurde er Hofmarschall und 1839 Leiter des Adjudantenkorps und Oberster Kammerherr. Er war von 1844 bis zu seinem Tod Leiter des norwegischen Hofes Oskars I.
Am Tag der Stiftung des Sankt-Olav-Ordens am 21. August 1847 erhielt er dessen Großkreuz und 1850 die Borgerdådsmedalje in Gold. Er war Ritter des schwedischen Seraphinenordens und Großkreuz des Schwertordens.